# Route nationale 18 (Afrique du Sud)
Pour les articles homonymes, voir N18 et Route nationale 18.
La N18 est une des Routes nationales d'Afrique du Sud. Elle commence à Warrenton dans la province du Cap-du-Nord jusqu'à la frontière du Botswana à Ramatlabama. Elle passe notamment à Vryburg et Mafikeng.
Elle croise notamment la N14 à Vryburg.